# Bianor simplex
Bianor simplex là một loài nhện trong họ Salticidae.
Loài này thuộc chi Bianor. Bianor simplex được John Blackwall miêu tả năm 1865.